# ماساميتسو هيداكا
ماساميتسو هيداكا (باليابانية: 日高政光، Hidaka Masamitsu) هو مخرج أنمي ومنتج تلفزيوني ياباني، وُلد في 19 أكتوبر 1960 في محافظة ميازاكي، اليابان. يُعد هيداكا من الأسماء البارزة في صناعة الأنمي، وقد ترك بصمة واضحة في العديد من الأعمال الكلاسيكية، خاصة خلال فترة التسعينيات وبداية الألفية.

## المسيرة المهنية
بدأ ماساميتسو هيداكا مسيرته في مجال الرسوم المتحركة كمخرج ومشرف على إنتاج الحلقات في عدد من الاستوديوهات اليابانية، وارتبط اسمه باستوديو OLM, Inc. حيث أخرج عدة سلاسل ناجحة. من أشهر أعماله مسلسل بوكيمون (Pokémon) حيث أخرج الحلقات الأولى من السلسلة الأصلية، مما ساهم في ترسيخ شهرة الأنمي عالميًا.
كما أخرج أنميات مثل:
- Shin Megami Tensei: Devil Children
- Magical Pokémon Journey
- كرش جير
- Petite Princess Yucie

## الأسلوب والرؤية الفنية
يُعرف هيداكا بأسلوبه السردي البسيط والموجه لفئة الناشئة، مع تركيز على القيم التربوية، والتشويق البصري، والتطور التدريجي للشخصيات ضمن مغامرات مستمرة. نجح في خلق توازن بين الجانب التجاري والتعبير الفني، ما جعله محبوبًا من قبل الجمهور والمنتجين على حد سواء.

## التأثير والإرث
ساهم ماساميتسو هيداكا في تعريف جمهور عالمي بالأنمي الياباني، خصوصًا من خلال بوكيمون، أحد أكثر سلاسل الأنمي انتشارًا في العالم. ويُنظر إليه كواحد من المخرجين الذين ساعدوا في تصدير ثقافة الأنمي إلى خارج اليابان.

## أعماله في مجال الإخراج

### مسلسلات أنمي تلفزيونية
- بوكيمون
- بوكيمون أدفانس (من البداية إلى الحلقة 158)
- جوسينشي جالكيفا
- لاينباريل الحديدي
- حداد السيف المقدس

### أفلام أنمي
- سلسلة أفلام إينيشال دي الجديدة
  - فيلم إينيشال دي الجديد Legend1: الصحوة
  - فيلم إينيشال دي الجديد Legend2: المتسابق (الإخراج الرئيسي)

## أعماله خارج مجال الإخراج
- دانية والعم وحيد (رسم الخلفيات)
- كايتن ماجد (1994) (رسم لوحة القصة, إخراج الحلقات)
- التقرير المتنقل الجديد جاندام وينج (رسم لوحة القصة)
- موجاكو (رسم لوحة القصة, إخراج الحلقات)
- بيرسيرك (رسم لوحة القصة)
- ترن أ جاندام (رسم لوحة القصة)
- فاينل فانتسي: أنليميتد (رسم لوحة القصة)
- بلاسريتر (رسم لوحة القصة)

## وصلات خارجية
- ماساميتسو هيداكا على موقع IMDb (الإنجليزية)
- ماساميتسو هيداكا على موقع قاعدة بيانات الفيلم (الإنجليزية)
- ماساميتسو هيداكا على موقع كينوبويسك (الروسية)
- ماساميتسو هيداكا على موقع ANN person (الإنجليزية)